# ハート・ヘルス・パーク
ハート・ヘルス・パーク（英語: Heart Health Park）は、アメリカ合衆国カリフォルニア州サクラメントのCal Expo敷地内にある競技場。サッカーチーム サクラメント・リパブリックFCの本拠地である。旧称は、パパ・マーフィーズ・パーク（Papa Murphy's Park）、ボニー・フィールド（Bonney Field）。

## 沿革
この競技場は、1983年から1998年まで使用されたカル・エクスポ・アンフィシアター（Cal Expo Amphitheatre）の跡地に、2014年からUSLチャンピオンシップに加入するサクラメント・リパブリックFCの本拠地グラウンドとして建設された。
スタジアムの名称は、計画・着工段階で「Cal Expo Multi-Use Sports Field Facility（カル・エクスポ多目的スポーツフィールド施設）」だった。
2014年4月21日、サクラメント・リパブリックFCはBonney Plumbing, Heating, Air and Rooter Service（ボニー・配管・暖房・空調・ルーターサービス）とスタジアム命名権契約を発表し、名称がボニー・フィールド（Bonney Field）となった。
2014年6月20日にボニー・フィールドがオープンし、その日、サクラメント・リパブリックFCがコロラド・ラピッズの予備チームと対戦し、サクラメントが勝利した。このシーズンでは17試合中16試合のチケットが完売し、サクラメント・リパブリックFCはUSLチャンピオンシップにおいて加入初年度で優勝した。
1年目終了後、次の2015年シーズンに向けて、サイドライン席約1,300席、エンドライン席2,500席を増やし、物販エリアの拡張が行われた。
2017年3月9日、サクラメント・リパブリックFCは、テイクアウトのピザ販売会社Papa Murphy's（パパ・マーフィーズ）と命名権契約を結び、名称をパパ・マーフィーズ・パーク（Papa Murphy's Park）への変更を発表した。
2021年5月5日、サクラメント・リパブリックFCは健康保険会社Western Health Advantage（ウェスタン・ヘルス・アドバンテージ）と命名権契約を締結。スタジアムの名前はハート・ヘルス・パーク（Heart Health Park）となった。

## サッカー
ここを本拠地とするサクラメント・リパブリックFCは、USLチャンピオンシップの試合のほか、メキシコのアトラスFC、スコットランドのレンジャーズFC 、イングランドのウェスト・ブロムウィッチ・アルビオンFCなど外国チームとの親善試合も行っている。 

## ラグビー
2016年には、ラグビーユニオンのクラブチーム Sacramento Express（サクラメント・エクスプレス）の本拠地としても使われた。チームは1シーズンのみの活動で解散した。ここで行われた国際試合（テストマッチ）は以下のとおり。
- 2014年6月21日：パシフィックネーションズカップ2014「アメリカ合衆国代表 v カナダ代表」[14]
- 2015年7月24日：パシフィックネーションズカップ2015「フィジー代表 v サモア代表」[15], 「アメリカ合衆国代表 v 日本代表」[16]
- 2016年6月25日：「アメリカ合衆国代表 v ロシア代表」[17]
- 2018年2月10日：アメリカズラグビーチャンピオンシップ2018「アメリカ合衆国代表 v カナダ代表」[18]